# Украинци в Полша
Украинците в Полша (на украински: Українці Польщі, на полски: Ukraińcy w Polsce) са етническа група в Полша. Според преброяването на населението през 2002 г. броят на хората, определили се за украинци, е 30 957 души, или 0,08% от населението на страната. Според официални оценки през 2020 г. те са 1 351 418 души.
Заради руското нападение над Украйна през 2022 г., от 24 февруари до 30 март в Полша се намират около 2,4 млн. украински бежанци.

## Организации
- Обединение на украинците в Полша (Об'єднання українців у Польщі ,ОУП)
- Съюз на украинците в Подлясия (Союз українців Підляшшя, СУП)
- Съюз на украинските емигранти в Полша (Союз Українок Еміґранток у Польщі)
- Съюз на инженерите и техниците украинци-емигранти в Полша (Спілка інженерів і техніків українців-емігрантів у Польщі)
- Обединение на лемките (Об'єднання лемків, ОЛ)
- Съюз на украинските жени в Полша (Союз українок Польщі)
- Организация на украинската младеж „Пласт“ в Полша (Організація української молоді Пласт у Польщі)
- Съюз на независимите украински младежи (Союз незалежної української молоді, СНУМ)